# Како стоји ствар
„Како стоји ствар“ је југословенски филм из 1965. године. Режирао га је Србољуб Станковић, а сценарио је писао Милован Мића Данојлић.

## Улоге
| Глумац           | Улога |
| ---------------- | ----- |
| Љиљана Крстић    |       |
| Душко Стевановић |       |